# Diego Sánchez Aguilar
Diego Sánchez Aguilar  (Cartagena, 1974) es un escritor español, ganador del Premio Setenil en el año 2016.
Sánchez Aguilar es doctor en Literatura y ejerce la docencia en institutos de enseñanza secundaria.
Autor de ensayos, poemas y cuentos, con su primer libro de relatos Nuevas teorías sobre el orgasmo femenino (editorial Balduque) ganó el Premio Setenil en 2016. 
Como novelista ha publicado en la Editorial Candaya Factbook. El libro de los hechos (2018)y Los que escuchan (2023).
Es responsable de la edición crítica de la obra de Roberto Juarroz Poesía vertical, para la editorial Cátedra. Como poeta ha publicado Diario de las bestias blancas (Premio Internacional del Poesía Dionisia García, 2008), Las célebres órdenes de la noche (2016) y La cadena del frío (2020). En 2023 se anunció que su poemario El nudo ganó el Premio Nacional de Poesía Antonio González de Lama, convocado por el Ayuntamiento de León.

## Premios
| Predecesor: Emilio Gavilanes | Premio Setenil 2016 | Sucesor: Pedro Ugarte |